# Maxell
Maxell eller Hitachi Maxell, är ett japanskt företag som tillverkar hemelektronik. Företaget mest kända produker är batterier, elektronik, inspelningsmedia (ljudkassetter, VHS-band, CD och DVD) samt elektroniktillbehör.
Företaget grundades i Osaka 1960. Idag har man ca 4500 anställda. Företagsnamnet kommer av "maximum capacity dry cell".